# Milan Associazione Calcio 1978-1979
Questa voce raccoglie le informazioni riguardanti il Milan Associazione Calcio nelle competizioni ufficiali della stagione 1978-1979.

## Stagione

Il neoacquisto Walter Novellino, tra i protagonisti dell'annata milanista.

La stagione agonistica si apre con l'eliminazione al primo turno di Coppa Italia, dove il Milan chiude il girone 4 al secondo posto con 5 punti frutto delle vittorie con Lecce e Foggia nelle prime due giornate, della sconfitta con la SPAL nella terza e del pareggio nella quarta e ultima partita con il Catanzaro, qualificato ai quarti di finale con 2 punti di vantaggio sui rossoneri.. In campionato il Milan ottiene 4 vittorie e un pareggio nelle prime 5 giornate, portandosi in testa alla classifica con 9 punti. Nella partita successiva i rossoneri perdono in casa dei campioni d'Italia in carica della Juventus e lasciano la vetta della graduatoria al Perugia. Gli umbri vengono raggiunti dai rossoneri due turni più tardi e superati all'11ª giornata; il Milan chiude il girone d'andata come campione d'inverno con 25 punti con il Perugia a 3 lunghezze di distacco. Nel girone di ritorno continua il dualismo con la squadra umbra; i rossoneri arrivano allo scontro diretto della 25ª giornata in casa del Perugia con due punti di vantaggio che conservano grazie al pareggio per 1-1. Il 6 maggio 1979, nella penultima giornata di campionato, il Milan può festeggiare la matematica conquista del decimo scudetto, quello della prima stella, grazie al pareggio a reti inviolate con il Bologna. Il Perugia (secondo classificato), chiude il campionato imbattuto, prima tra le squadre italiane a riuscire in una simile impresa (eguagliata proprio dai rossoneri scudettati nel 1991-1992 e dalla Juventus 2011-2012). La formazione titolare che conquista il 10º scudetto della storia rossonera è formata da Albertosi, Baresi, Collovati, Bet, Maldera, Buriani, Antonelli, Rivera, Bigon e i nuovi acquisti Walter De Vecchi, Walter Novellino e Stefano Chiodi.. 

Il senatore Alberto Bigon, qui in azione con la seconda divisa bianca nel big match-scudetto di Perugia dell'8 aprile 1979, crocevia decisivo per la conquista della stella.

 In Coppa UEFA i rossoneri eliminano nei trentaduesimi di finale i cecoslovacchi della Lokomotíva Košice ai rigori (vittoria per 1-0 in casa all'andata e sconfitta con lo stesso risultato nel ritorno a Košice) e nei sedicesimi di finale i bulgari del Levski Spartak (1-1 a Sofia e 3-0 a Milano). Negli ottavi di finale il Milan affronta gli inglesi del Manchester City che, dopo il pareggio per 2-2 a San Siro, eliminano i rossoneri qualificandosi al turno successivo grazie alla vittoria per 3-0 al Maine Road.. Al termine della stagione si ritira dal calcio giocato il capitano Gianni Rivera, che colleziona 13 presenze in campionato, dopo 19 stagioni con la maglia rossonera nelle quali ha disputato 658 partite (record fino ad allora) segnando 164 reti. L'alessandrino cede la fascia di capitano ad Albertino Bigon. Quello di Rivera non è però l'unico addio: anche Liedholm lascia i rossoneri per trasferirsi alla Roma, a causa di dissidi contrattuali con la dirigenza.

## Divise
Lo sponsor tecnico per la stagione 1978-1979 è Adidas. La divisa è una maglia a strisce verticali della stessa dimensione, rosse e nere, con pantaloncini bianchi e calzettoni neri con risvolto rosso. La divisa di riserva è una maglia bianca con spalle e colletto rossi e neri, pantaloncini bianchi e calzettoni bianchi con risvolto nero e rosso. Nella seconda parte della stagione il logo del fornitore tecnico debuttò per la prima volta sulle casacche rossonere.
| Casa | Trasferta | Portiere |

## Organigramma societario
Area direttiva
- Presidente: Felice Colombo

Area tecnica
- Direttore sportivo: Alessandro Vitali
- Allenatore: Nils Liedholm
- Allenatore in seconda: Alvaro Gasparini
- Preparatore atletico: Aristide Facchini

Area sanitaria
- Medico sociale: Giovanni Battista Monti
- Massaggiatori: Paolo Mariconti, Ruggero Ribolzi

## Rosa
| N. |                   | Ruolo | Calciatore                    |
| -- | ----------------- | ----- | ----------------------------- |
|    | Italia (bandiera) | P     | Enrico Albertosi              |
|    | Italia (bandiera) | P     | Antonio Rigamonti             |
|    | Italia (bandiera) | D     | Franco Baresi                 |
|    | Italia (bandiera) | D     | Aldo Bet                      |
|    | Italia (bandiera) | D     | Simone Boldini                |
|    | Italia (bandiera) | D     | Fulvio Collovati              |
|    | Italia (bandiera) | D     | Aldo Maldera                  |
|    | Italia (bandiera) | D     | Alberto Minoia                |
|    | Italia (bandiera) | C     | Alberto Bigon (vice capitano) |

| N. |                   | Ruolo | Calciatore               |
| -- | ----------------- | ----- | ------------------------ |
|    | Italia (bandiera) | C     | Ruben Buriani            |
|    | Italia (bandiera) | C     | Fabio Capello            |
|    | Italia (bandiera) | C     | Walter De Vecchi         |
|    | Italia (bandiera) | C     | Giorgio Morini           |
|    | Italia (bandiera) | C     | Walter Novellino         |
|    | Italia (bandiera) | C     | Gianni Rivera (capitano) |
|    | Italia (bandiera) | A     | Roberto Antonelli        |
|    | Italia (bandiera) | A     | Stefano Chiodi           |
|    | Italia (bandiera) | A     | Giovanni Sartori         |

## Calciomercato
| Acquisti | Acquisti         | Acquisti | Acquisti   |
| R.       | Nome             | da       | Modalità   |
| -------- | ---------------- | -------- | ---------- |
| C        | Walter De Vecchi | Monza    | definitivo |
| C        | Walter Novellino | Perugia  | definitivo |
| A        | Stefano Chiodi   | Bologna  | definitivo |

| Cessioni | Cessioni            | Cessioni  | Cessioni   |
| R.       | Nome                | a         | Modalità   |
| -------- | ------------------- | --------- | ---------- |
| D        | Giuseppe Sabadini   | Catanzaro | definitivo |
| D        | Maurizio Turone     | Catanzaro | definitivo |
| A        | Egidio Calloni      | Verona    | definitivo |
| A        | Luciano Gaudino     | Bari      | definitivo |
| A        | Ugo Tosetto         | Avellino  | definitivo |
| A        | Sergio Valentinuzzi | Savona    | definitivo |

## Risultati

### Serie A

#### Girone di andata
| Arbitro: | Mattei (Macerata) |

|             |           |  |
| Buriani 79’ | Marcatori |  |

| Arbitro: | Agnolin (Bassano del Grappa) |

|  |           |                                           |
|  | Marcatori | 15’ Maldera 38’ (rig.), 61’ (rig.) Chiodi |

| Milano 15 ottobre 1978 3ª giornata | Milan            | 0 – 0 referto | Ascoli | Stadio San Siro (45 149 spett.)\| Arbitro: \| D'Elia (Salerno) \| |
| Arbitro:                           | D'Elia (Salerno) |               |        |                                                                   |

| Arbitro: | Reggiani (Bologna) |

|                      |           |                                          |
| Garritano 31’ (rig.) | Marcatori | 3’ Maldera 35’ (rig.), 60’ (rig.) Chiodi |

| Arbitro: | Ciulli (Roma) |

|                               |           |            |
| Minoia 5’ Bigon 16’, 39’, 80’ | Marcatori | 29’ Amenta |

| Arbitro: | D'Elia (Salerno) |

|            |           |  |
| Bettega 2’ | Marcatori |  |

| Arbitro: | Michelotti (Parma) |

|             |           |  |
| Maldera 49’ | Marcatori |  |

| Arbitro: | Menicucci (Firenze) |

|                        |           |                                  |
| Rossi 45’ Guidetti 89’ | Marcatori | 8’ Maldera 65’ Bigon 80’ Boldini |

| Arbitro: | Ciulli (Roma) |

|            |           |               |
| Savoldi 4’ | Marcatori | 57’ De Vecchi |

| Arbitro: | Longhi (Roma) |

|               |           |            |
| Antonelli 62’ | Marcatori | 3’ Vannini |

| Arbitro: | Menicucci (Firenze) |

|              |           |  |
| De Vecchi 3’ | Marcatori |  |

| Arbitro: | Reggiani (Bologna) |

|              |           |                                           |
| Spinozzi 62’ | Marcatori | 54’ Novellino 63’ Antonelli 73’ De Vecchi |

| Arbitro: | Lo Bello (Siracusa) |

|                                                  |           |  |
| Chiodi 16’ Bigon 21’ Novellino 76’ Antonelli 81’ | Marcatori |  |

| Arbitro: | Menegali (Roma) |

|  |           |             |
|  | Marcatori | 61’ Maldera |

| Arbitro: | Pieri (Genova) |

|                       |           |  |
| Maldera 16’ Bigon 65’ | Marcatori |  |

#### Girone di ritorno
| Arbitro: | Michelotti (Parma) |

|            |           |  |
| Romano 14’ | Marcatori |  |

| Arbitro: | Milan (Treviso) |

|                      |           |  |
| Antonelli 80’ (rig.) | Marcatori |  |

| Arbitro: | Ciulli (Roma) |

|  |           |             |
|  | Marcatori | 30’ Maldera |

| Arbitro: | Lattanzi (Roma) |

|           |           |            |
| Bigon 24’ | Marcatori | 42’ Tavola |

| Arbitro: | Benedetti (Roma) |

|                            |           |                           |
| Lelj 44’ Baresi 65’ (aut.) | Marcatori | 5’ Maldera 35’, 53’ Bigon |

| Milano 11 marzo 1979 21ª giornata | Milan              | 0 – 0 referto | Juventus | Stadio San Siro (65 235 spett.)\| Arbitro: \| Michelotti (Parma) \| |
| Arbitro:                          | Michelotti (Parma) |               |          |                                                                     |

| Arbitro: | Agnolin (Bassano del Grappa) |

|                          |           |                    |
| Oriali 50’ Altobelli 78’ | Marcatori | 80’, 89’ De Vecchi |

| Milano 25 marzo 1979 23ª giornata | Milan         | 0 – 0 referto | Lanerossi Vicenza | Stadio San Siro (43 806 spett.)\| Arbitro: \| Longhi (Roma) \| |
| Arbitro:                          | Longhi (Roma) |               |                   |                                                                |

| Arbitro: | Menicucci (Firenze) |

|  |           |          |
|  | Marcatori | 40’ Majo |

| Arbitro: | Agnolin (Bassano del Grappa) |

|                    |           |                   |
| Casarsa 17’ (rig.) | Marcatori | 15’ (rig.) Chiodi |

| Arbitro: | Lattanzi (Roma) |

|  |           |                                  |
|  | Marcatori | 41’, 53’ Bigon 45’ (rig.) Chiodi |

| Arbitro: | Ciulli (Roma) |

|                          |           |             |
| Rivera 47’ Novellino 84’ | Marcatori | 24’ Calloni |

| Arbitro: | Longhi (Roma) |

|             |           |                                         |
| Ranieri 52’ | Marcatori | 48’ Maldera 58’ Novellino 89’ Antonelli |

| Milano 6 maggio 1979 29ª giornata | Milan               | 0 – 0 referto | Bologna | Stadio San Siro (65 044 spett.)\| Arbitro: \| Menicucci (Firenze) \| |
| Arbitro:                          | Menicucci (Firenze) |               |         |                                                                      |

| Arbitro: | Terpin (Trieste) |

|              |           |          |
| Giordano 32’ | Marcatori | 8’ Bigon |

### Coppa Italia

#### Primo turno
| Arbitro: | Benedetti (Roma) |

|                                   |           |                           |
| Biondi 36’ Magistrelli 69’ (rig.) | Marcatori | 10’ Rivera 14’, 64’ Bigon |

| Arbitro: | Prati (Parma) |

|                                    |           |  |
| Maldera 37’ (rig.), 55’ Chiodi 48’ | Marcatori |  |

| Arbitro: | Menegali (Roma) |

|                                |           |             |
| Pezzato 24’, 88’ Gibellini 42’ | Marcatori | 85’ Maldera |

| Arbitro: | Agnolin (Bassano del Grappa) |

|                           |           |                                |
| Chiodi 19’ (rig.) Bet 65’ | Marcatori | 59’ Ranieri 89’ (rig.) Palanca |

### Coppa UEFA
| Arbitro: | Scerri |

|               |           |  |
| Novellino 34’ | Marcatori |  |

| Arbitro: | Renggli |

|                                                        |                      |                                                                    |
| Kozák 81’                                              | Marcatori            |                                                                    |
| Kozák Ujhely Jacko Móder Suchánek Dobrovič Fecko Repík | Tiri di rigore 6 – 7 | Maldera Novellino Chiodi Buriani Antonelli Morini De Vecchi Baresi |

| Arbitro: | Linemayr |

|            |           |            |
| Milkov 12’ | Marcatori | 11’ Chiodi |

| Arbitro: | Gordon |

|                                  |           |  |
| Maldera 12’ Bigon 40’ Chiodi 75’ | Marcatori |  |

| Arbitro: | Einbeck |

|                |           |                    |
| Bigon 59’, 82’ | Marcatori | 37’ Kidd 57’ Power |

| Arbitro: | Aldinger |

|                                 |           |  |
| Booth 15’ Hartford 31’ Kidd 43’ | Marcatori |  |

## Statistiche

### Statistiche di squadra
| Competizione | Punti            | In casa | In casa | In casa | In casa | In casa | In casa | In trasferta | In trasferta | In trasferta | In trasferta | In trasferta | In trasferta | Totale | Totale | Totale | Totale | Totale | Totale | DR  |
| Competizione | Punti            | G       | V       | N       | P       | Gf      | Gs      | G            | V            | N            | P            | Gf           | Gs           | G      | V      | N      | P      | Gf     | Gs     | DR  |
| ------------ | ---------------- | ------- | ------- | ------- | ------- | ------- | ------- | ------------ | ------------ | ------------ | ------------ | ------------ | ------------ | ------ | ------ | ------ | ------ | ------ | ------ | --- |
| Serie A      | 44               | 15      | 8       | 6       | 1       | 18      | 5       | 15           | 9            | 4            | 2            | 28           | 14           | 30     | 17     | 10     | 3      | 46     | 19     | +27 |
| Coppa Italia | primo turno      | 2       | 1       | 1       | 0       | 5       | 2       | 2            | 1            | 0            | 1            | 4            | 5            | 4      | 2      | 1      | 1      | 9      | 7      | +2  |
| Coppa UEFA   | ottavi di finale | 3       | 2       | 1       | 0       | 6       | 2       | 3            | 0            | 1            | 2            | 1            | 5            | 6      | 2      | 2      | 2      | 7      | 7      | 0   |
| Totale       | -                | 20      | 11      | 8       | 1       | 29      | 9       | 20           | 10           | 5            | 5            | 33           | 24           | 40     | 21     | 13     | 6      | 62     | 33     | +29 |

### Statistiche dei giocatori
Fonte: 
| Giocatore    | Campionato | Campionato | Campionato  | Campionato | Coppa Italia | Coppa Italia | Coppa Italia | Coppa Italia | Coppa UEFA | Coppa UEFA | Coppa UEFA  | Coppa UEFA | Totale   | Totale | Totale      | Totale     |
| Giocatore    | Presenze   | Reti       | Ammonizioni | Espulsioni | Presenze     | Reti         | Ammonizioni  | Espulsioni   | Presenze   | Reti       | Ammonizioni | Espulsioni | Presenze | Reti   | Ammonizioni | Espulsioni |
| ------------ | ---------- | ---------- | ----------- | ---------- | ------------ | ------------ | ------------ | ------------ | ---------- | ---------- | ----------- | ---------- | -------- | ------ | ----------- | ---------- |
| E. Albertosi | 30         | -19        | ?           | ?          | 4            | -7           | ?            | ?            | 6          | -7         | ?           | ?          | 40       | -33    | ?           | ?          |
| R. Antonelli | 21         | 5          | ?           | ?          | 3            | 0            | ?            | ?            | 5          | 0          | ?           | ?          | 29       | 5      | ?           | ?          |
| F. Baresi    | 30         | 0          | ?           | ?          | 4            | 0            | ?            | ?            | 6          | 0          | ?           | ?          | 40       | 0      | ?           | ?          |
| A. Bet       | 17         | 0          | ?           | ?          | 4            | 1            | ?            | ?            | 6          | 0          | ?           | ?          | 27       | 1      | ?           | ?          |
| A. Bigon     | 26         | 12         | ?           | ?          | 4            | 2            | ?            | ?            | 4          | 3          | ?           | ?          | 34       | 17     | ?           | ?          |
| S. Boldini   | 14         | 1          | ?           | ?          | 0            | 0            | 0            | 0            | 2          | 0          | ?           | ?          | 16       | 1      | 0+          | 0+         |
| R. Buriani   | 29         | 1          | ?           | 1          | 4            | 0            | ?            | ?            | 6          | 0          | ?           | ?          | 39       | 1      | ?           | 1+         |
| F. Capello   | 8          | 0          | ?           | ?          | 0            | 0            | 0            | 0            | 3          | 0          | ?           | ?          | 11       | 0      | 0+          | 0+         |
| S. Chiodi    | 24         | 7          | ?           | ?          | 4            | 2            | ?            | ?            | 5          | 2          | ?           | ?          | 33       | 11     | ?           | ?          |
| F. Collovati | 27         | 0          | ?           | ?          | 2            | 0            | ?            | ?            | 5          | 0          | ?           | ?          | 34       | 0      | ?           | ?          |
| W. De Vecchi | 28         | 5          | ?           | ?          | 4            | 0            | ?            | ?            | 5          | 0          | ?           | ?          | 37       | 5      | ?           | ?          |
| A. Maldera   | 30         | 9          | ?           | ?          | 4            | 3            | ?            | ?            | 6          | 1          | ?           | ?          | 40       | 13     | ?           | ?          |
| A. Minoia    | 2          | 1          | ?           | ?          | 0            | 0            | 0            | 0            | 0          | 0          | 0           | 0          | 2        | 1      | 0+          | 0+         |
| G. Morini    | 14         | 0          | ?           | ?          | 2            | 0            | ?            | ?            | 3          | 0          | ?           | ?          | 19       | 0      | ?           | ?          |
| W. Novellino | 30         | 4          | ?           | ?          | 4            | 0            | ?            | ?            | 6          | 1          | ?           | ?          | 40       | 5      | ?           | ?          |
| A. Rigamonti | 1          | -0         | ?           | ?          | 0            | -0           | 0            | 0            | 0          | -0         | 0           | 0          | 1        | -0     | 0+          | 0+         |
| G. Rivera    | 13         | 1          | ?           | ?          | 4            | 0            | ?            | ?            | 5          | 1          | ?           | ?          | 22       | 2      | ?           | ?          |
| G. Sartori   | 7          | 0          | ?           | ?          | 4            | 0            | ?            | ?            | 2          | 0          | ?           | ?          | 13       | 0      | ?           | ?          |